# 乔纳森·布洛
乔纳森·布洛（Jonathan Blow，生于1971年） 是一位来自于美国的视频游戏设计师和程序员，他以独立视频游戏《时空幻境》（2008年）和《见证者》（2016年）而广为人知，这两部作品都在发布后得到好评。
2001年到2004年之间，布洛在《游戏开发者杂志》上撰写专栏“内积（The Inner Product）”。 他曾是每年三月在游戏开发者大会中实验游戏研讨会部分的主要主持者，这个活动已成为展现新想法的视频游戏的首选展示舞台。除此之外，布洛也经常参与独立游戏开发比赛。布洛也是独立基金（Indie Fund）——一个为独立游戏项目创建的天使投资人基金——的创始人之一。

## 早期生活和教育经历
布洛出生于1971年。他在《The Atlantic》的一次采访中说，“很早的时候，我就发现家里面没有好的榜样，因此我只得依靠自己来思考些问题……我不得不采取自给自足的办法。”
布洛在加州大学伯克利分校学习了计算机科学和创意写作。并在计算机科学本科生协会担任了一个学期的主席。1994年，在他还剩一个学期就将毕业时，布洛离开了学校。